# Doppelball-Versuch

Verbildlichung der Ballpyramide

Der Doppelball-Versuch, auch bekannt als Ballpyramide oder Superjump, ist ein physikalisches Experiment, das die Impulserhaltung veranschaulicht. Dabei werden zwei oder mehr Bälle übereinander gelegt und von einer gewissen Höhe fallen gelassen, wobei der untere Ball jeweils schwerer ist als der obere. Es kann beobachtet werden, dass nach dem Aufprall am Boden der oberste und leichteste Ball deutlich über seine Ausgangshöhe hinaus nach oben springt. Nach dem Aufprall auf den Boden überträgt der untere, schwerere Ball seinen Impuls auf den oberen, leichteren Ball, dessen Geschwindigkeit dadurch stark erhöht wird.
Mithilfe des physikalischen Spielzeugs „Astroblaster“ von Stirling Colgate wird mit diesem Aufbau auf stark vereinfachte Art veranschaulicht, wie Materie beim Kernkollaps einer Supernova verteilt wird.

## Aufbau und Beobachtung
Bewegt sich ein einzelner „idealisierter“ Ball, der also elastisch, reibungsfrei und perfekt rund ist, im freien Fall auf einen ebenfalls idealisierten Boden, der keine Energie absorbiert, so erreicht er wieder genau seine Ausgangshöhe. Reale Bälle geben zusätzlich Energie durch Reibung und irreversible Deformation ab, sodass es zu einer Differenz zwischen Ausgangs- und Endhöhe kommt: Der Ball erreicht nach dem Abprallen seine Ausgangshöhe nicht. Aufgrund dieser Alltagserfahrung überrascht es, dass ein Ball beim Fall eine größere Höhe als seine Ausgangshöhe erreichen kann.
Beim Doppelball-Versuch werden zwei Bälle senkrecht übereinander gelegt, wobei der obere Ball leichter als der Ball unter ihm ist. Zur Stabilität können die Bälle über eine Schnur oder einen Stab mittig verbunden werden, sodass der Schwerpunkt der Bälle und ihr Kontaktpunkt auf einer Linie liegen. Dabei dürfen die Bälle nicht fixiert sein, sie müssen sich nach wie vor getrennt voneinander bewegen können. Werden diese Bälle fallen gelassen, kann man beobachten, dass der untere, schwerere Ball nur wenig nach oben springt. Gleichzeitig springt der obere, leichtere Ball weit über seine ursprüngliche Höhe nach oben.
Beim erweiterten Experiment, bei dem mehrere Bälle übereinander angeordnet sind, spricht man auch von einer Ballpyramide.

## Impulserhaltung
Ähnlich wie beim Kugelstoßpendel ist zum Verständnis dieses Versuchs die gleichzeitige Energie- und Impulserhaltung entscheidend. Der Impuls eines sich bewegenden Objektes ist das Produkt seiner Masse und seiner Geschwindigkeit („Masse mal Geschwindigkeit“). Trifft der untere Ball auf den Boden, so wird er zusammengestaucht und dehnt sich wieder aus. Dabei kehrt sich die Richtung seines Impulses um und er bewegt sich wieder nach oben. Wenn er auf den zweiten Ball trifft, der noch herunterfällt, überträgt der schwerere Ball seinen Impuls auf den leichteren. Somit wird der schwerere Ball abgebremst und fällt relativ bald wieder zu Boden. Da der zweite Ball leichter ist (also eine geringere Masse hat), erhöht sich seine Geschwindigkeit, denn der Gesamtimpuls der beiden Bälle bleibt erhalten.

## Berechnung

### Idealer Fall – zwei Bälle
Unter der Annahme, dass zwei ideale Bälle mit rein elastischen Stößen vorliegen, können die Endgeschwindigkeit und -höhe direkt aus der Energie- und Impulserhaltung berechnet werden. Daraus ergibt sich
{\displaystyle v_{2}'={\frac {m_{2}\cdot v_{2}+m_{1}\cdot (2v_{1}-v_{2})}{m_{1}+m_{2}}}}
mit
- {\displaystyle v_{1}}: Geschwindigkeit des schwereren Balles vor dem Stoß
- {\displaystyle v_{2}}: Geschwindigkeit des leichteren Balles vor dem Stoß
- {\displaystyle v_{2}'}: Geschwindigkeit des leichteren Balles nach dem Stoß
- {\displaystyle m_{1}}: Masse des schwereren Balles
- {\displaystyle m_{2}}: Masse des leichteren Balles

Unter der Annahme, dass nun beide Bälle kurz vor dem Stoß die gleiche Geschwindigkeit mit entgegengesetzter Richtung haben,
{\displaystyle v_{1}=v=-v_{2},}
ergibt sich für die Geschwindigkeit des leichteren Balls nach dem Stoß:
{\displaystyle v_{2}'=v\cdot {\frac {3m_{1}-m_{2}}{m_{1}+m_{2}}}\qquad }
Die maximale Höhe ist erreicht, wenn die ganze kinetische Energie des Balls in potentielle Energie umgewandelt wurde. Für das Verhältnis aus der Sprunghöhe {\displaystyle h_{2}} für den leichteren Ball zu seiner Starthöhe {\displaystyle h_{0}} gilt:
{\displaystyle {\frac {h_{2}}{h_{0}}}=\left({\frac {3m_{1}-m_{2}}{m_{1}+m_{2}}}\right)^{2}}
Wenn für die Massen {\displaystyle m_{1}\gg m_{2}} gilt, erreicht der leichtere Ball das Dreifache seiner Anfangsgeschwindigkeit und damit das Neunfache der Ausgangshöhe.

### Realer Fall – zwei Bälle
Energieverluste durch Verformung des schwereren Balls beim Auftreffen auf den Boden werden mit der Stoßzahl {\displaystyle k} berücksichtigt. Der untere Ball hat dann eine Geschwindigkeit
{\displaystyle v_{1}=k\cdot v,}
nachdem er vom Boden reflektiert wurde. Für die Geschwindigkeit des leichteren Balls nach dem Stoß mit dem schwereren ergibt sich:
{\displaystyle v_{2}'=v\cdot {\frac {m_{1}(k^{2}+2k)-m_{2}}{m_{1}+m_{2}}}}
Im realen Fall treten Energieverluste auf, sodass {\displaystyle k<1} ist. Im idealen Fall gilt {\displaystyle k=1}, was wieder zu der weiter oben angegebenen Formel für {\displaystyle v_{2}'} führt.

### Realer Fall mit drei Bällen
Wenn die Berechnung auf drei Bälle fortgesetzt wird, muss zusätzlich der Stoß von Ball 2 und Ball 3 betrachtet werden, wobei Ball 2 der mittlere Ball und Ball 3 der leichteste Ball ist. Erneut gilt bei dem Stoß der Impuls- und Energieerhaltungssatz. Für die Geschwindigkeit des dritten Balls nach dem Stoß mit dem zweiten ergibt sich:
{\displaystyle v_{3}'={\frac {v}{1+q_{2}}}\cdot \left({\frac {(1+k)(k^{2}+2k-q_{1})}{1+q_{1}}}+k-q_{2}\right)}
Dabei wurden die Massenverhältnisse {\displaystyle q_{1}={\tfrac {m_{2}}{m_{1}}}} und {\displaystyle q_{2}={\tfrac {m_{3}}{m_{2}}}} verwendet.
Betrachtet man den idealen Fall eines vollkommen elastischen Stoßes mit {\displaystyle k=1} und {\displaystyle m_{1}\gg m_{2}\gg m_{3}}, erhält man eine Geschwindigkeit {\displaystyle v_{3}'=7\cdot v} und eine Endhöhe des dritten Balls, die dem 49-Fachen der Ausgangshöhe entspricht.
Für eine Pyramide aus weiteren Bällen kann die Rechnung analog weitergeführt werden, indem die Stöße von je zwei benachbarten Bällen betrachtet werden.

## Veranschaulichung von Vorgängen bei einer Supernova mit dem „Astroblaster“
Bei kollabierenden Sternen gibt es Mechanismen, die bei Supernovae Materie mit hoher Expansionsgeschwindigkeit verteilen. Hierbei wird die aus leichten Elementen bestehende äußere Hülle des Sterns beim Aufprall auf die ebenfalls kollabierenden inneren Hüllen wie der leichte Ball in der Ballpyramide auf ein Vielfaches ihrer Ausgangsgeschwindigkeit nach außen beschleunigt. Auf dieser Analogie basiert das Spiel „Astroblaster“ von Stirling Colgate. Das Spielzeug besteht aus vier verschieden schweren Kugeln, die auf einem Stab aufgereiht sind. Die schwerste Kugel ist fest mit einem Stab verbunden, während die zwei mittleren Kugeln sich auf dem Stab bewegen können. Da der Stab am Ende einen größeren Durchmesser hat, wird verhindert, dass die zwei mittleren Kugeln vom Stab rutschen. Nur die oberste und leichteste Kugel kann vom Stab genommen werden. Ein Teil dieses Stabes ragt über die Bälle hinaus und hilft dabei, die Ballpyramide senkrecht über den Boden zu halten. Wenn dieser nun losgelassen wird, fällt die Ballpyramide zu Boden und der leichteste Ball steigt auf das über Zehnfache seiner Ausgangshöhe.